# Nokia 5000
De Nokia 5000 is een telefoon van Nokia die in Juni 2008 op de Nederlandse en Belgische markt verscheen.

## Specificaties
De Nokia 5000 beschikt over een 1,3 megapixelcamera en een 2 inch-tft-scherm
De afmetingen van deze telefoon zijn 106 x 46 x 11 mm en het gewicht is 74 gram.